# Julien Cadieux
Julien Cadieux est un réalisateur, scénariste et monteur acadien, reconnu pour son travail dans le cinéma documentaire et la fiction expérimentale. Originaire de Moncton, au Nouveau-Brunswick, il développe depuis le début des années 2010 une œuvre riche, poétique et ancrée dans les réalités acadiennes, marquée par une sensibilité sociale et une esthétique audacieuse. Ses films ont été diffusés sur des chaînes telles que Radio-Canada, TV5, Unis TV et AMI-Télé, et ont été récompensés dans plusieurs festivals au Canada et à l’international.

## Biographie
Julien Cadieux est diplômé de l’Université Concordia à Montréal, où il a obtenu un baccalauréat en beaux-arts avec une spécialisation en production cinématographique en 2011. Il détient également un diplôme collégial en production télévisuelle de La Cité collégiale à Ottawa (2008).
Actif comme pigiste dans les milieux de la télévision, du cinéma et de la production numérique, il a collaboré avec de nombreuses maisons de production et institutions, dont Productions du Milieu, Bellefeuille Production, Phare Est Média, l’ONF et Unis TV. Il a signé la réalisation de nombreux documentaires, séries et courts métrages qui abordent des thématiques liées à la mémoire collective, à l’identité acadienne, à la santé, à la diversité culturelle et à l’art.
Il est également très actif comme monteur pour des documentaires produits par l’ONF, Radio-Canada, CBC et divers producteurs indépendants, contribuant à une soixantaine de projets entre 2009 et 2025.

## Œuvres majeures
La filmographie de Julien Cadieux témoigne d’un éclectisme maîtrisé. Parmi ses œuvres marquantes :
- Y a une étoile (2023)[5], un documentaire musical qui propose un voyage à la rencontre de personnes de la communauté queer à travers toute l'Acadie. Le fil rouge de ce documentaire est Samuel Leblanc, un jeune homme trans dont on découvre le parcours. Toutes les chansons sont de l’autrice-compositrice-interprète acadienne Angèle Arsenault et interprétées notamment par le groupe Écarlate, dont fait partie Samuel Leblanc. Ce documentaire a été salué par la critique et récompensé par plusieurs distinctions[6], dont un Prix Éloize et deux nominations aux Prix Gémeaux[7].
- Une rivière métissée (2020), documentaire diffusé sur Radio-Canada et salué pour son regard sur les identités croisées[8].
- Les mains du monde (2025), Cousu (2025) et Bientôt dans nos hôpitaux[9] (2025–2026), projets récents illustrant son intérêt constant pour les enjeux sociaux contemporains.
- Imaginons une école pour tous [10](2024), une série sur l’inclusion scolaire diffusée sur TFO et AMI-télé.
- Daniel le tisserand (2023), court métrage ayant remporté le prix du meilleur court acadien au FICFA et le prix du public à Image+Nation.
- Farlaques (2021)[11], fiction expérimentale présentée dans plusieurs festivals.
- Guilda : Elle est bien dans ma peau (2014), documentaire sur l’icône montréalaise de la scène drag, couronné de plusieurs prix[12].

Son style alterne entre observation documentaire et poésie visuelle, souvent teinté d’un regard humaniste sur les communautés marginalisées ou oubliées.

## Style et reconnaissance
Le travail de Julien Cadieux est reconnu pour son approche sensible, inclusive et visuellement recherchée. Il explore fréquemment les tensions entre mémoire, transmission et identité, dans une perspective à la fois locale (acadienne) et universelle. Sa capacité à mêler rigueur documentaire et inventivité formelle lui a valu l’estime du milieu cinématographique canadien.

### Prix et distinctions

#### Y a une étoile(2023)
- Prix Éloizes [16]– Artiste de l’année en arts médiatiques[17]
- Deux nominations aux Prix Gémeaux[18]
- Prix de la meilleure œuvre de la francophonie – Rendez-vous Québec Cinéma[19]
- Prix du Jury – Mirror Mountain Film Festival[20]
- Sélections officielles :
  - Full Frame Documentary Film Festival[21]
  - Festival du cinéma canadien de Dieppe[22]

#### Daniel le tisserand(2023)
- Prix du meilleur court métrage acadien – Festival international du cinéma francophone en Acadie (FICFA)[23]
- Prix du Jury – Festival Image+Nation[24]
- Prix du public – Festival Image+Nation[25]
- Sélection Talent tout court
  - Festival de Clermont-Ferrand[26]
- Sélection officielle :
  - Festival Les Percéides[27]

#### Une rivière métissée(2020)
- Nomination au Prix Éloizes (2022)[28]
- Sélections officielles :
  - Rendez-vous Québec Cinéma[29]
  - Festival international du cinéma francophone en Acadie (FICFA)[30]
  - My French Film Festival
  - Projections spéciales dans le cadre de la Commission Vérité et Réconciliation (Colombie, 2021)

#### Farlaques(2021)
- Prix du Jury – Festival Image+Nation
- Sélections officielles :
  - Festival international du cinéma francophone en Acadie (FICFA)[31]
  - Rendez-vous Québec Cinéma[11]
  - Festival Les Percéides[32]

#### Guilda: Elle est bien dans ma peau(2014)
- Prix du Jury – Festival Image+Nation[33]
- Prix du public – Festival In&Out (Nice, France)[34]
- Prix Éloizes
- Deux nominations aux Prix Gémeaux (2016)[35]
- Sélection officielle
  - Festival international du film sur l’art (FIFA, 2017)[36]

#### Julie au bois(2012)
- Prix du meilleur film francophone – Silver Wave Film Festival
- Film de clôture – FICFA 2012[37]
- Sélections officielles :
  - Festival de Clermont-Ferrand (2013)[38]
  - Rendez-vous Québec Cinéma (2013)[39]

#### Récit d’hyperinflation(2011)
- Prix du public – Festival Cinémental[40]
- Prix du Jury – Festival du film étudiants de Québec (FFEQ)[41]
- Sélections officielles :
  - Festival des Films du Monde de Montréal[42]
  - Young Cuts Film Festival[43]
  - FICFA

#### Le Vieux Garçon(2010)
- Sélection officielle
  - Short Film Corner, Festival de Cannes (2010)[38]
  - FICFA 2010
  - Rendez-vous Québec Cinéma (2011)

#### Habiter la danse(2009)
- Prix « Vaque » du meilleur court métrage acadien – FICFA 2009[44]
- Sélection officielle
  - Rendez-vous Québec Cinéma (2010)[45]